# José Luis Estellés
José Luis Estellés   (Bétera, 1964) José Luis Estellés Dasí és un clarinetista i director d'orquestra valencià. En l'actualitat combina la seua activitat com a director i solista amb la docència (professor de música de cambra en la Hochschule für Musik und Tanz Köln i professor de clarinet i director del MSKN MasterEnsemble en Musikene - Centre Superior de Música del País Basc a Sant Sebastià). Des de 2021 resideix a la ciutat de Colònia (Alemanya).

## Biografia
Inicia els seus estudis musicals al Centre Artístic Musical de Bétera, i ja amb el clarinet fa els seus primers concerts de música de cambra l'any 1976. A l'any següent ofereix el seu primer concert com a solista amb la banda de música del seu poble.
Acaba els seus estudis de clarinet en el Conservatori Superior de Música de València en 1984, obtenint brillants qualificacions. Els seus principals professors van ser Juan Vercher i Lucas Conejero. Als vint-i-un anys ingressa en la Jove Orquestra Nacional d'Espanya (1986-1989). En 1988 continua els seus estudis en la Guildhall School of Music and Drama GSMD de Londres amb Antony Pay, amb beques concedides pel Ministeri de Cultura i el British Council. Completa la seua formació amb altres clarinetistes com Thea King (English Chamber Orchestra) i Michelle Zukovsky (Los Angeles Philharmonic Orchestra).

### Activitat
En 1986 comença a treballar com a professor Especial de Clarinet en el Conservatori Superior de Música Eduardo Martínez Torner d'Oviedo, treball que abandona en 1988 per a continuar els seus estudis a Londres. Allí crea un conjunt de cambra, el Grup Manon (1989-1997), al costat d'Amparo Lacruz, Víctor Ambroa i Andreu Riera, amb els quals actuarà en nombrosos festivals a l'estat espanyol i a l'estranger. A la seua tornada a Espanya en 1991, col·labora amb orquestres com l'Orquestra Ciutat de Barcelona i l'Orquestra Filharmònica de Gran Canària i obté plaça en la recentment creada Orquestra Simfònica del Principat d'Astúries. Mesos més tard es trasllada a Granada, on guanya la plaça de solista de clarinet de l'Orquestra Ciutat de Granada, lloc que va ocupar fins a 2021.
La seua carrera internacional com a intèrpret la comença en ser convidat per representar al Ministeri de Cultura espanyol, al festival de joves solistes "Concerti per l’Europa" (Venècia, 1989). L'any 1992 representa a RNE al "Concert Nord-Sud" de la UER (Copenhaguen).
L'any 2000 va fundar TAiMAgranada (Taller Andalús d'Interpretació de Música Actual), del qual va ser el seu Director Artístic promovent la difusió de la música contemporània. A més, ha dirigit com a convidat importants formacions, com la London Sinfonietta, la Jove Orquestra Nacional d'Espanya, la Jove Orquestra Nacional de Catalunya, l'Orquestra Jove d'Andalusia, l'Orquestra Simfònica de Bulgària, l'Orquestra Simfònica de Navarra, The Soloists of London, I Solisti di Perusa, l'Orquestra de València, l'Orquestra d'Extremadura, l'Orquestra Filarmònica de Màlaga o l'Orquestra Ciudad de Granada, entre d'altres. Ha actuat en sales tan prestigioses com l'Auditori Nacional de Madrid, el Palau de les Arts de València, l'Auditori Manuel de Falla de Granada, el Kursaal de Sant Sebastià, L'Auditori de Barcelona, el Gran Teatro Falla de Cadis o The Warehouse de Londres.
Així mateix, ha actuat com a solista amb l'Orquestra Simfònica del Principat d'Astúries, Bilbao Orkestra Sinfonikoa, Orquestra d'Extremadura, Orquestra de València, Orquestra Ciutat de Granada, Camerata Salzburg, Sinfonia Varsòvia, Orquestra Simfònica de la Comunitat de Madrid i Jove Orquestra Nacional d'Espanya, entre d'altres.
Conjuntament amb la seua activitat artística, Estellés exerceix la docència en diferents centres, com l'Aula de Música de la Universitat d'Alcalá —entre 1995 i 2005—, des de 2001 en el Centre Superior de Música del País Basc Musikene (Sant Sebastià) i Codarts (Rotterdam, on va ser Professor Convidat Permanent des de 2003 fins a 2015). Fora d'Espanya, també ha estat convidat en prestigiosos centres d'ensenyament a França, a Regne Unit (Guildhall School of Music and Drama de Londres), a Finlàndia (professor convidat en la Sibelius-Akatemia) i als Països Baixos (Utrecht i Rotterdam Konservatorium), així com a Suïssa, Portugal, Alemanya, Mèxic i els Estats Units. Així mateix, ha estat membre del jurat de diferents concursos d'interpretació a Espanya (Dos Hermanas, Concurso Internacional de Música de Cámara "Antón García Abril" en Baza, CIBM a València) i Alemanya. En 2007, va ser director artístic de Cameralia-Festival i Acadèmia Internacional de Música de Cámara de Galícia.
L'any 2021 obté la càtedra de Música de Cambra de Vent en la Universitat de Música i Dansa de Colònia.

## Enregistraments
Estellés ha anat completant la seua activitat artística amb nombrosos enregistraments que reflecteixen tant la seua faceta com clarinetista com la de director orquestral en interpretacions que abasten des del classicisme fins a la creació contemporània.
En la dècada de 1990 va realitzar enregistraments amb el Grup Manon per als segells Audiovisuals de Sarria (Guinjoan, Casablancas, Soler) i Anacrusi (Messiaen), i també va iniciar les seves col·laboracions amb el Orpheus Quartett produint dos CD per als segells Turtle Rècords (Brahms) i Emergo Classics (Keuris).
En la primera dècada del s. XXI, després dels seus inicis com a director orquestral, inicia una sèrie d'enregistraments per al segell propi del Centre Superior de Música del País Basc (Musikene), que inclou nombroses recuperacions històriques, estrenes i primers enregistraments mundials de música de compositors bascos. Al primer disc, que presenta la Gran Partita KV361 de W.A. Mozart li succeeix un registre d'obres de Guridi i Brahms/Schoenberg i un altre amb estrenes i primers enregistraments d'obres dels compositors Luis de Pablo, Lazkano, Edler-Copés i la recuperació de la "Rapsòdia Basque op. 9" de Charles Bòrdes. L'últim CD d'aquesta sèrie correspon a l'estrena, en versió concert, de l'única òpera de Pablo Sorozábal: "Juan José, drama líric popular en tres actes". Els altres enregistraments en aquests anys corresponen a la seva activitat com clarinetista: un CD per a NAXOS amb el concert "Cantos del alma" de Lorenzo Palomo, al costat de María Bayo, Jean-Jacques Kantorow i l'Orquestra Ciutat de Granada, el "Cuarteto de Agrippa" de García Abril per al segell VERSO, i "Poética" i "Manantial de luz" de Torres per a KAIROS.
A partir de 2010 José Luis Estellés combina amb regularitat els seus enregistraments com clarinetista i director orquestral. Són alguns exemples el seu CD per a Komponisten Poliphonie amb música de Camarero, l'enregistrament al costat del Trio Arbós per a VERS d'obres d'Erkoreka, i el primer enregistrament mundial, també en el segell VERSO, dels concerts per a instruments de metall i orquestra de Colomer, dirigint l'Orquestra Ciutat de Granada al costat dels Spanish Brass Luur Metalls, Luis González i Javier Bonet. En 2015 inicia la seua relació artística amb el segell IBS Classical, gravant el CD "Clarinet Quintets" (Mozart i Weber)al costat del Jousia Quartet. En 2016 grava el CD "Bacarisse Conciertos", amb el primer registre mundial de tres obres concertants de Salvador Bacarisse, dirigint l'Orquestra Filharmònica de Màlaga i als membres del Trio Arbós com a solistes.